# Ananindeua
Ananindeua là một thành phố Brasil. Thành phố Ananindeua thuộc bang Pará. Dân số theo điều tra năm 2010 của Viện Địa lý và Thống kê Brasil là 505.512 người. Đây là thành phố đông dân thứ 39 của Brasil.